# Tao Okamoto

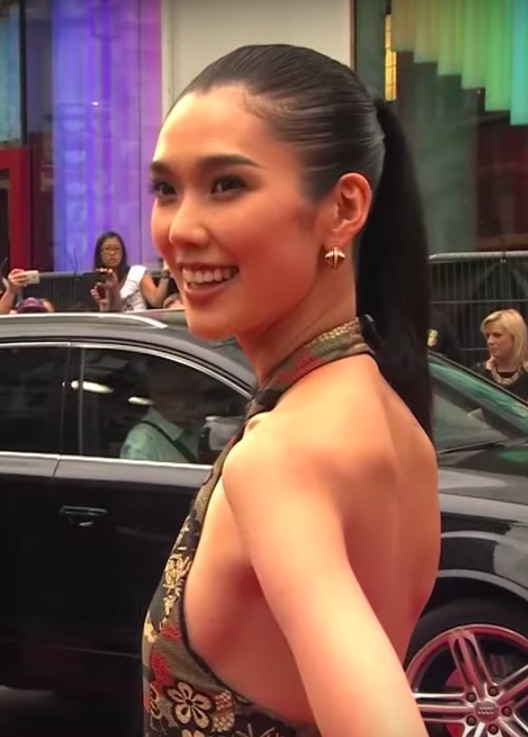
Tao Okamoto (2013)

Tao Okamoto (anhörenⓘ, jap. 岡本 多緒, Okamoto Tao; * 22. Mai 1985 in der Präfektur Chiba) ist ein japanisches Model und eine Schauspielerin. Sie tritt auch unter dem Künstlernamen Tao auf.

## Leben
Tao Okamoto wurde 1985 in der Präfektur Chiba geboren und begann bereits als Teenager mit dem Modeln. 2006 zog sie nach Paris, wo sie unter anderem für Alexander Wang, Chanel, Dolce & Gabbana, Fendi, Louis Vuitton, Michael Kors, Miu Miu, Ralph Lauren und Yves Saint Laurent als Model beschäftigt war. 2009 ließ sie sich in New York City nieder.
Bekannt wurde sie vor allem durch ihre untypische Topfschnitt-Frisur (Bowl Haircut). Ihr Look wurde von zahlreichen Models kopiert und Designer Phillip Lim ließ – von Okamoto inspiriert – bei seiner Herbst/Winter 2009 Show alle Models mit dieser Frisur laufen. In der Folge erhielt sie zahlreiche weitere Aufträge und modelte unter anderem für Dolce & Gabbana with Mario Testino, Emporio Armani by Alasdair McLellan, Kenzo with Mario Sorrenti und Tommy Hilfiger with Craig McDean.
Es folgten Fotoserien für unter anderem i-D, Harper’s Bazaar und Vogue. Die Ausgabe November 2009 der japanischen Vogue Nippon war ausschließlich ihr gewidmet und enthielt neben einem Titelfoto weitere exklusive Fotos. 2010 wurde sie von der Vogue Nippon als eine von acht „Women of the Year“ ausgezeichnet.
2013 gab sie in der Comicverfilmung Wolverine: Weg des Kriegers in der Rolle der Mariko ihr Debüt als Schauspielerin. Später folgten Rollen in Filmen wie Batman v Superman: Dawn of Justice, Perfect oder Lost Transmissions. In der Fernsehserie Westworld war Okamoto als Hanaryo zu sehen.

## Filmografie (Auswahl)
- 2013: Wolverine: Weg des Kriegers (The Wolverine)
- 2014: Chi no wadachi (Fernsehserie, 4 Episoden)
- 2015: Hannibal (Fernsehserie, 4 Episoden)
- 2015: The Man in the High Castle (Fernsehserie, 4 Episoden)
- 2016: Batman v Superman: Dawn of Justice
- 2017: Notwehr (追捕)
- 2018: Perfect
- 2018: ラプラスの魔女
- 2018–2020: Westworld (Fernsehserie, 5 Episoden)
- 2019: Lost Transmissions
- 2019: She’s Just a Shadow